# Chisseaux
Chisseaux település Franciaországban, Indre-et-Loire megyében. Lakosainak száma 590 fő (2022. január 1.). Chisseaux Chissay-en-Touraine, Chenonceaux, Francueil, Saint-Georges-sur-Cher és Souvigny-de-Touraine községekkel határos.

## Népesség
A település népességének változása:
| Lakosok száma | 618  | 519  | 522  | 615  | 630  | 626  | 598  | 583  | 580  | 590  |
|               | 1968 | 1982 | 1990 | 2006 | 2013 | 2015 | 2017 | 2019 | 2020 | 2022 |